# Alpenrosenhütte (Zillertaler Alpen)
Die Alpenrosenhütte im Zillertal (auch Alpenrose-Wirtshaus) ist eine privat geführte Schutzhütte in den Zillertaler Alpen in Österreich.

## Umgebung

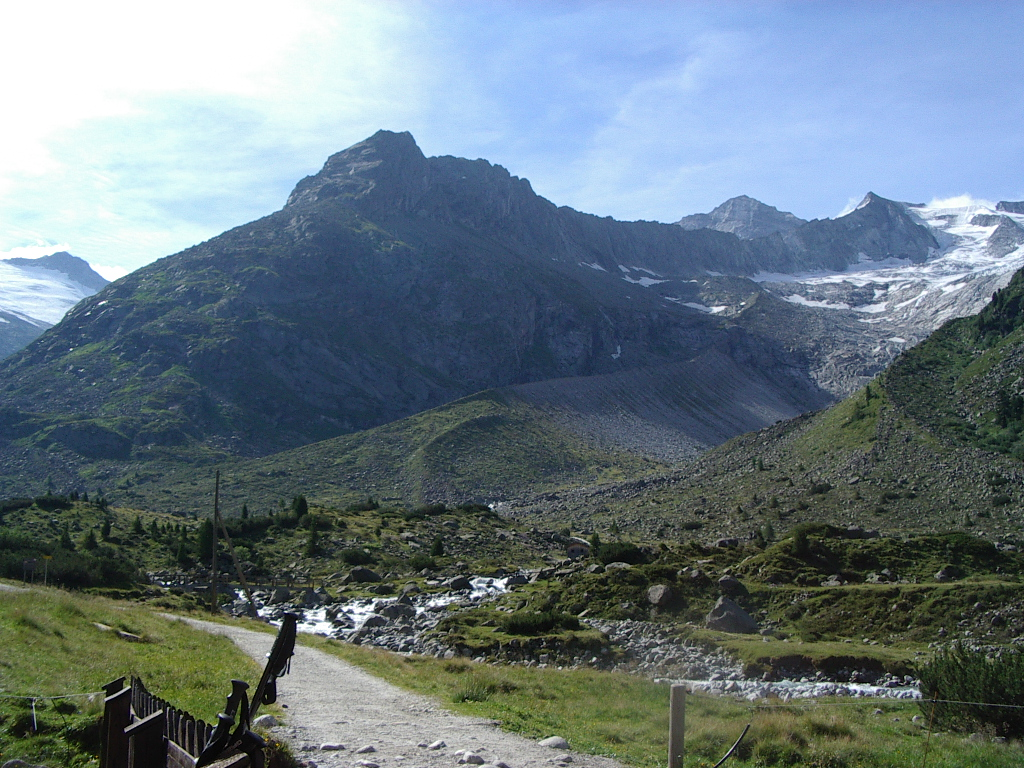
Blick von der Alpenrosenhütte zum Steinmandl, Turnerkamp, Roßruggspitze und Waxeggkees

Die Alpenrosenhütte liegt auf 1878 m ü. A. im Zemmgrund bei der Waxeggalm im Naturpark Zillertaler Alpen. Die Hütte liegt unterhalb der Berliner Hütte und in der Nähe des Berliner Höhenwegs. In der Umgebung befinden sich mehrere Dreitausendergipfel und der Schwarzensee auf 2472 m Höhe.
Unterhalb der Hütte befindet sich ein Wehr, das den Zemmbach staut. Das Wasser wird durch einen Stollen unter dem Schönbichl und Großen Greiner zum Schlegeisspeicher geleitet.

### Zugang und Übergänge
Der Zugang zur Hütte durch den Zemmgrund erfolgt vom Gasthaus Breitlahner bei Ginzling in etwa zweieinhalb Stunden Gehzeit. Über den „Berliner Höhenweg“ ist die Hütte vom Furtschaglhaus über die höchste Stelle des „Berliner Höhenwegs“, das Schönbichler Horn in etwa sechs Stunden zu erreichen.

## Nachbarhütten
- Berliner Hütte (2044 m) Gehzeit: 00:30
- Furtschaglhaus (2295 m) Gehzeit: 05:30
- Greizer Hütte (2227 m) Gehzeit: 06:30
- Schwarzensteinhütte (Rif. Vittorio Veneto) (3026 m) Gehzeit: 05:30
- Dominikushütte (1805 m) Gehzeit: 05:00
- Chemnitzer Hütte (Rif. Porro) (2419 m) Gehzeit: 05:15
- Grawandhütte (1636 m) Gehzeit: 00:30
- Berggasthaus Breitlahner (1257 m) Gehzeit: 01:45